# Karin Schöning
Karin Schöning (* 24. Januar 1944 in Doberlug-Kirchhain) ist eine deutsche Filmeditorin.

## Leben
Die 1944 in Doberlug-Kirchhain geborene Karin Gerda Schöning wurde nach ihrem Schulabschluss in einer zweijährigen Lehre zur Filmkopiererin ausgebildet und anschließend in diesem Beruf beim Deutschen Fernsehfunk eingestellt. 1969 wechselte sie zur DEFA, wo sie ab 1974 als eigenständig schneidende Assistentin im DEFA-Studio für Dokumentarfilme für kurz- und mittellange Filme eingesetzt wurde. Mit einem Fernstudium belegte sie an der Hochschule für Film und Fernsehen der DDR die Fächer Filmschnitt und Dramaturgie. Auf Grund ihrer Leistungen wurde sie 1980 im Bereich Dokumentarfilm zur Schnittmeisterin befördert. Mit flüstern & SCHREIEN – Ein Rockreport begann 1985 ihre erste Arbeit an einem langen Dokumentarfilm, einem Genre, das bereits in der Zeit der Wende zu ihrer Hauptaufgabe wurde. Nach der Wende wurde die DEFA abgewickelt und sie arbeitete freiberuflich weiter. Ihren letzten Schnitt realisierte sie im Jahr 2014, wirkte aber anschließend noch als Beraterin.
Karin Schöning bearbeitete während ihrer Laufbahn als Editorin über 50 Filme, bei denen sie mit einer Vielzahl von Regisseuren tätig war. 

## Filmografie
- 1974: Weggefährten – Begegnungen im 25. Jahr der DDR
- 1975: Unser Sandmännchen: Plastik und Blumen
- 1977: Rosenthaler Straße 51
- 1977: Berlin Köpenick. Ein Stadtbezirk der Hauptstadt der DDR
- 1983: Durch Zilles Gegend geloofen
- 1986: In Zilles Scheunenviertel erlebt (Dokumentar-Kurzfilm)
- 1988: flüstern & SCHREIEN – Ein Rockreport
- 1989: Die Karbidfabrik
- 1990: Komm in den Garten
- 1990: Kehraus (Filmtrilogie)
- 2002: Der Boxprinz
- 2012: Heino Jaeger – look before you kuck
- 2012: Fallwurf Böhme – Die wundersamen Wege eines Linkshänders

## Auszeichnungen
- 2020: Schnitt-Preis für das Lebenswerk beim Kölner Festival für Filmschnitt und Montagekunst Edimotion